# Albert Künzler
Albert Künzler, švicarski hokejist, * 9. februar 1911, Švica. 
Künzler je za švicarsko reprezentanco nastopil na olimpijskem hokejskem turnirju 1936, kjer je z reprezentanco osvojil trinajsto mesto, ter več svetovnih prvenstvih, na katerih je osvojil eno srebrno in tri bronaste medalje.